# Ruta (növénynemzetség)
A ruta (Ruta) a szappanfavirágúak (Sapindales) rendjébe tartozó rutafélék (Rutaceae) családjának névadó nemzetsége.
Fajai a Mediterráneumban és Kis-Ázsia területén őshonosak, közös jellemzőjük a szórt levélállás, illetve hogy virágaik kettős- vagy többesbogas virágzatba csoportosulnak. Különös ismertetőjelük, hogy virágzatukban a csúcsálló virág virágkörei öttagúak, a többi virágé – az oldalágakon – azonban csak négytagúak. A sziromlevelek többnyire sárga színűek, kanál alakúak. A porzók eleinte függőleges helyzetűek, később azonban lassan, kitárulva ráhajlanak a vízszintes helyzetű szirmokra.

## Fajok
A nemzetségbe, rendszertantól függően, körülbelül 8-40 fajt sorolnak. Az alábbi lista nem teljes.
- Ruta angustifolia Pers. – keskenylevelű ruta[forrás?], balkáni ruta[1]
- Ruta buxbaumii Poir.
- Ruta chalepensis L. – rojtos ruta[forrás?], algériai ruta,[1] déli ruta[1]
- Ruta coronata (Griseb.) Nyman
- Ruta corsica DC. – korzikai ruta[1]
- Ruta graveolens L. – kerti ruta
- Ruta linifolia L.
- Ruta montana (L.) L. – hegyi ruta,[1] keskenylevelű ruta[1]
- Ruta patavina L.
- Ruta suaveolens DC.
- Ruta thesioides Fisch. ex DC.